# Exclusive Brethren
De Exclusive Brethren (ook: Raven/Taylor Brethren) zijn een kerkelijke groepering die deel uitmaakt van de Plymouth Brethren. Ze zijn te vinden in Australië, Nieuw-Zeeland, Groot-Brittannië en Noord-Amerika. De omvang wordt geschat op circa 43.000 personen (2008), waarvan 16.000 in Groot-Brittannië.
De Plymouth Brethren splitsten zich in 1848 in Exclusive Brethren en Open Brethren. Men gelooft dat door God een leiding voor de groep wordt aangewezen. Dit zijn achtereenvolgens F. Raven (1837-1903), James Taylor Sr (1870-1953), James Taylor Jr (1899-1970), James Symington H (1911 - 1987), John Hales (1922-2004), en Bruce D. Hales. Men gelooft sterk in het afgescheiden leven (exclusive) van de zondige wereld, waarvoor wordt teruggegrepen op diverse bijbelteksten. Onderstaande activiteiten zijn (over het algemeen) principieel niet toegestaan voor leden van de Exclusive Brethren:
- televisiekijken;
- luisteren naar de radio;
- het bezoeken van plaatsen van vermaak, zoals bioscopen, discotheken enz.;
- het bezit van huisdieren;
- het afsluiten van levensverzekeringen;
- naar de universiteit gaan;
- een politiek ambt bekleden;
- stemmen bij verkiezingen;
- militaire dienst vervullen.

Door leden die vertrokken bij het genootschap is regelmatig kritiek geuit op de groepering. Zo wordt het verlaten van de Brethren als een grote zonde gezien. Door familie werd soms grote druk uitgeoefend om weer terug te keren.